# Lakshmi Planum
Lakshmi Planum es una meseta importante de la superficie de Venus, al oeste de Ishtar Terra. Debe su nombre a Lakshmī, la diosa hindú. de la salud. Tiene aproximadamente 2 millones de kilómetros cuadrados rodeada de montañas escarpadas. 

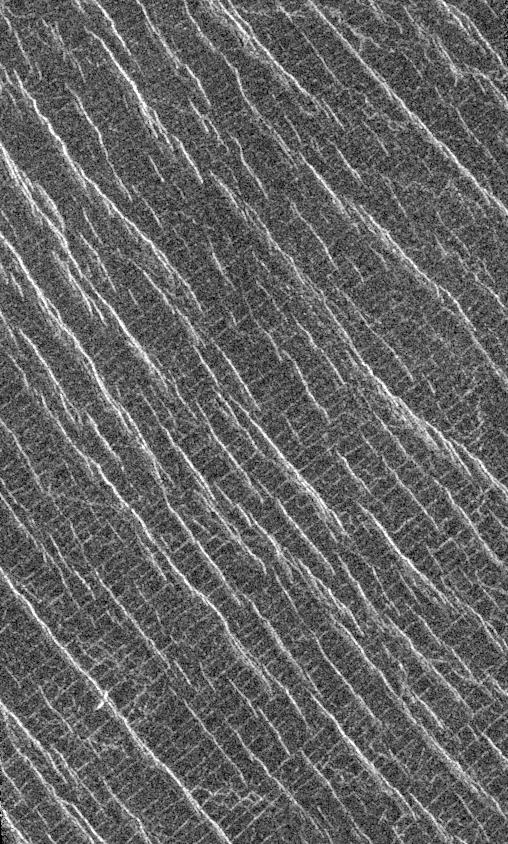
Planos alineados en la región de Lakshmi Planum.

Está aproximadamente de 3,5 a 5 kilómetros (2,2 a 3,1 millas) por encima del radio planetario medio  y se extiende a lo largo de 2.345 km. Lakshmi Planum está rodeado por un terreno intensamente deformado, parte del cual se muestra en la parte sur de la imagen y se llama Cloto Tessera.
Se le estima una antigüedad de 500 millones de años. Las llanuras de Lakshmi están formadas por flujos de lava suaves, homogéneos y oscuros para el radar.